# Стела «Город воинской славы» (Курск)
Па́мятник-сте́ла «Го́род во́инской сла́вы» был открыт 22 апреля 2010 года в городе Курске на территории мемориального комплекса «Курская дуга».

## История
Древний курский кремль уже с конца XI века стал одним из мощнейших форпостов на границе Руси.

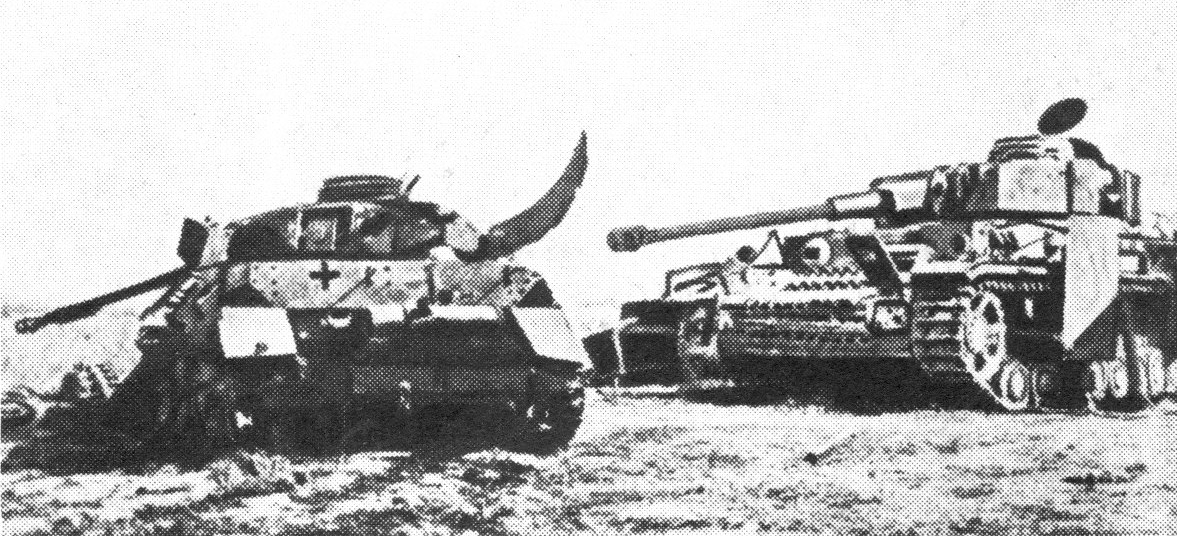
Уничтоженные немецкие танки под Курском

Наибольшую известность в военной истории Курска получили кровопролитные бои Великой Отечественной войны. В Курске были сформированы 4 полка народного ополчения и несколько истребительных батальонов, которые приняли участие в оборонительных боях. В ходе Битвы на Курской дуге (5 июля 1943 — 23 августа 1943) Красная армия остановила фашистское наступление, подготовленное под названием операция «Цитадель», и, сама перейдя в наступление, «распрямила „Курскую дугу“», освободив земли на её флангах (в том числе города Орёл и Белгород). Курская битва, продолжавшаяся сорок девять дней, по своему размаху, привлекаемым силам и средствам, напряжённости, результатам и военно-политическим последствиям, является одним из ключевых сражений Великой Отечественной войны.

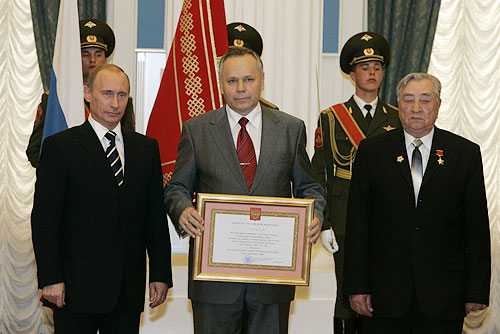
Президент Путин вручает грамоту о присвоении почетного звания главе администрации Курска Суржикову

Планы немецкого командования по охвату Курского выступа (Операция «Цитадель»)

За время войны 245 курян стали Героями Советского Союза, 85 — полными кавалерами ордена Славы ВОВ. За мужество и стойкость, проявленные трудящимися города в годы Великой Отечественной войны, а также успехи в хозяйственном и культурном строительстве Указом президиума Верховного совета СССР от 9 апреля 1980 года Курск награждён орденом Отечественной войны I степени.
А 7 мая 2007 года в Кремле состоялась первая церемония вручения грамот о присвоении звания «Город воинской славы». В числе трёх городов, которые первыми получили это почётное звание, был Курск (в соответствии с Указом президента Российской Федерации № 559 от 27 апреля 2007 года). После этого было заявлено, что в Курске появится памятная стела, которая должна быть установлена в соответствии с Указом Президента РФ от 1 декабря 2006 года № 1340 в каждом городе, удостоенном звания «Город воинской славы».
Торжественная церемония открытия памятной стелы «Город воинской славы» состоялась 22 апреля 2010 года на мемориальном комплексе «Курская дуга». В ней приняли участие руководители области и города, депутаты Госдумы и члены Совета Федерации от Курской области, ветераны Великой Отечественной войны и труженики тыла, молодежь, представители вузов, предприятий и организаций. Они посадили на территории комплекса аллею из саженцев. Каждый год в мае весеннее цветение этих деревьев должно напоминать о том, каким прекрасным был победный май 45-го, как важно беречь мир для будущих поколений.
24 августа 2009 года поступила в обращение почтовая марка, а 1 июля 2011 года в обращение была выпущена памятная монета «Города воинской славы Курск» номиналом 10 рублей. Ещё одним символом стал Меч Победы, вручённый Курску, как и другим городам воинской славы, 9 июня 2022 года в зале Славы Музея Победы в парке Победы на Поклонной горе в Москве. Изготовленный в Златоусте меч покрыт золотом высшей 999,9 пробы и инкрустирован уральскими самоцветами — гранатами, символизирующими пролитую кровь, и голубыми топазами, которые считаются символом мира. Длина мечей составляет 1,2 метра, вес — более пяти килограммов. На клинке, украшенном растительным орнаментом, высечены знаменитые слова князя Александра Невского: «Кто с мечом к нам придет, тот от меча и погибнет». Ранее, в апреле 2015 года, аналогичные Мечи Победы были переданы на вечное хранение городам-героям.

## Описание и изображения
Архитектурно-скульптурное решение памятной стелы «Город воинской славы» утверждено Российским Организационным Комитетом «Победа» по результатам открытого всероссийского конкурса, в котором в 2008 году победил проект авторского коллектива в составе: Заслуженный архитектор России, действительный член Международной академии архитектуры И. Н. Воскресенский, архитекторы Г. А. Ишкильдина, В. В. Перфильев, Заслуженный художник России, член-корреспондент Российской академии художеств, скульптор С. А. Щербаков.
Право на выполнение работ по изготовлению стелы получило ОАО «Московский камнеобрабатывающий комбинат» из подмосковного Долгопрудного, предприятие, известное на всю страну своими изделиями из натурального камня. В качестве строительного материала использован гранит балтийского и мансуровского месторождений.
Памятная стела представляет собой колонну дорического ордера, увенчанную гербом Российской Федерации установленную на постаменте в центре квадратной площади. На передней части постамента расположен картуш с текстом Указа Президента о присвоении звания «Город воинской славы», с обратной стороны постамента — картуш с изображением герба города. На стелах по углам площади размещены художественные барельефы с изображением исторических событий, связанных с историей Курска, начиная с конца десятого века, а также посвящённых подвигу курян во время Великой Отечественной войны.

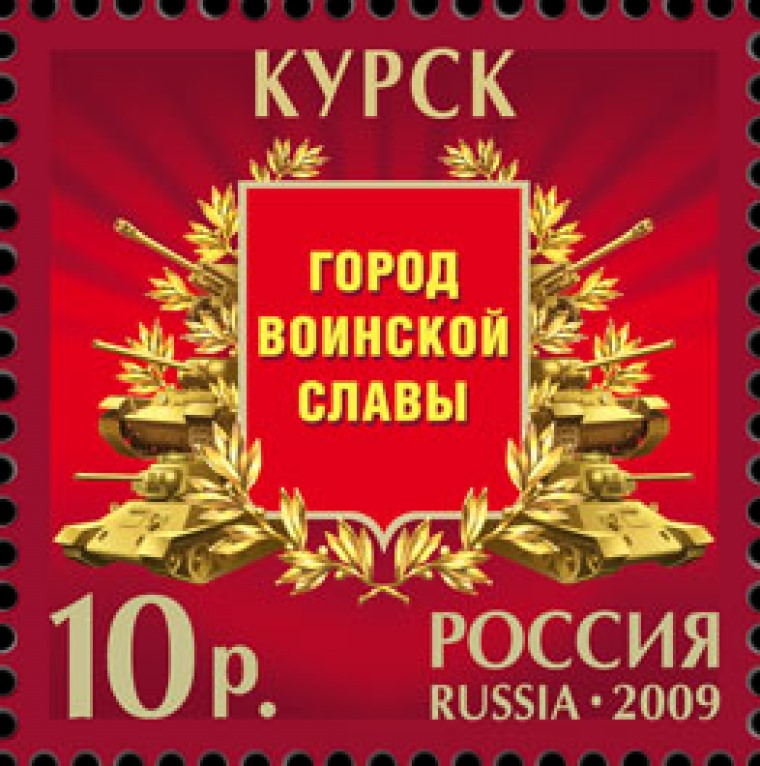
Почтовая марка
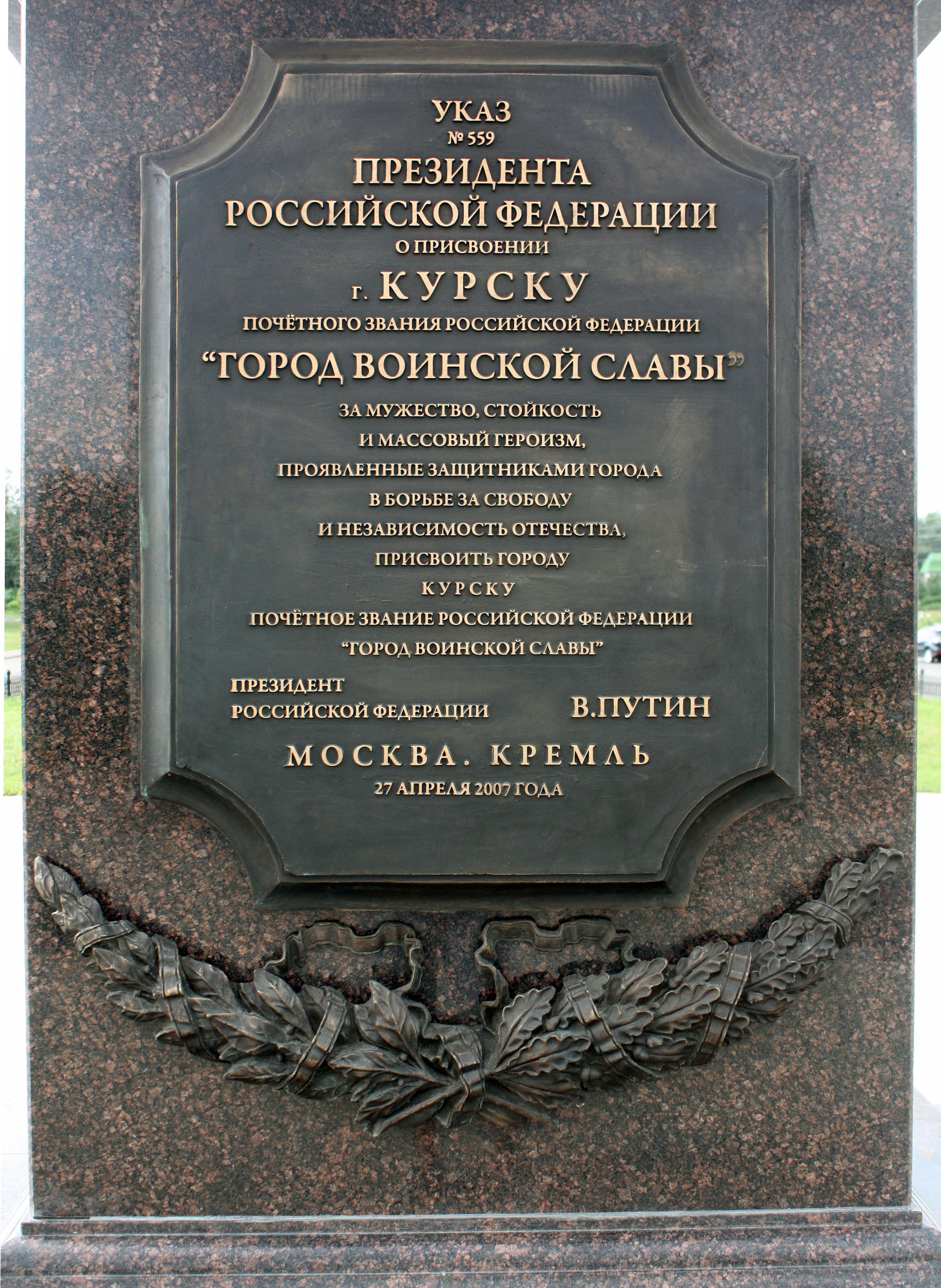
Картуш с текстом указа Президента
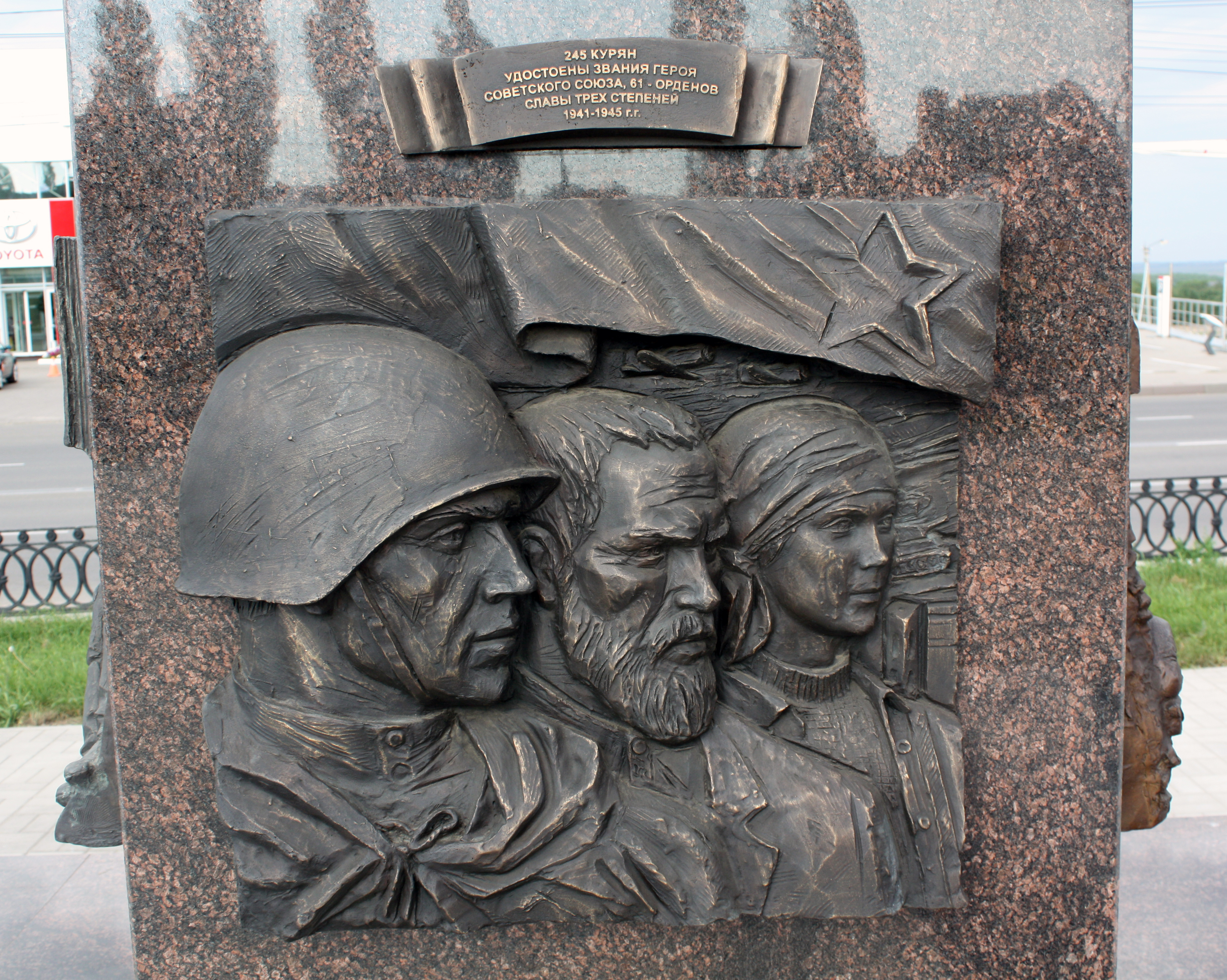
245 курян удостоены звания героя советского союза, 61 — орденов Славы трёх степеней 1941-1945 г. г.
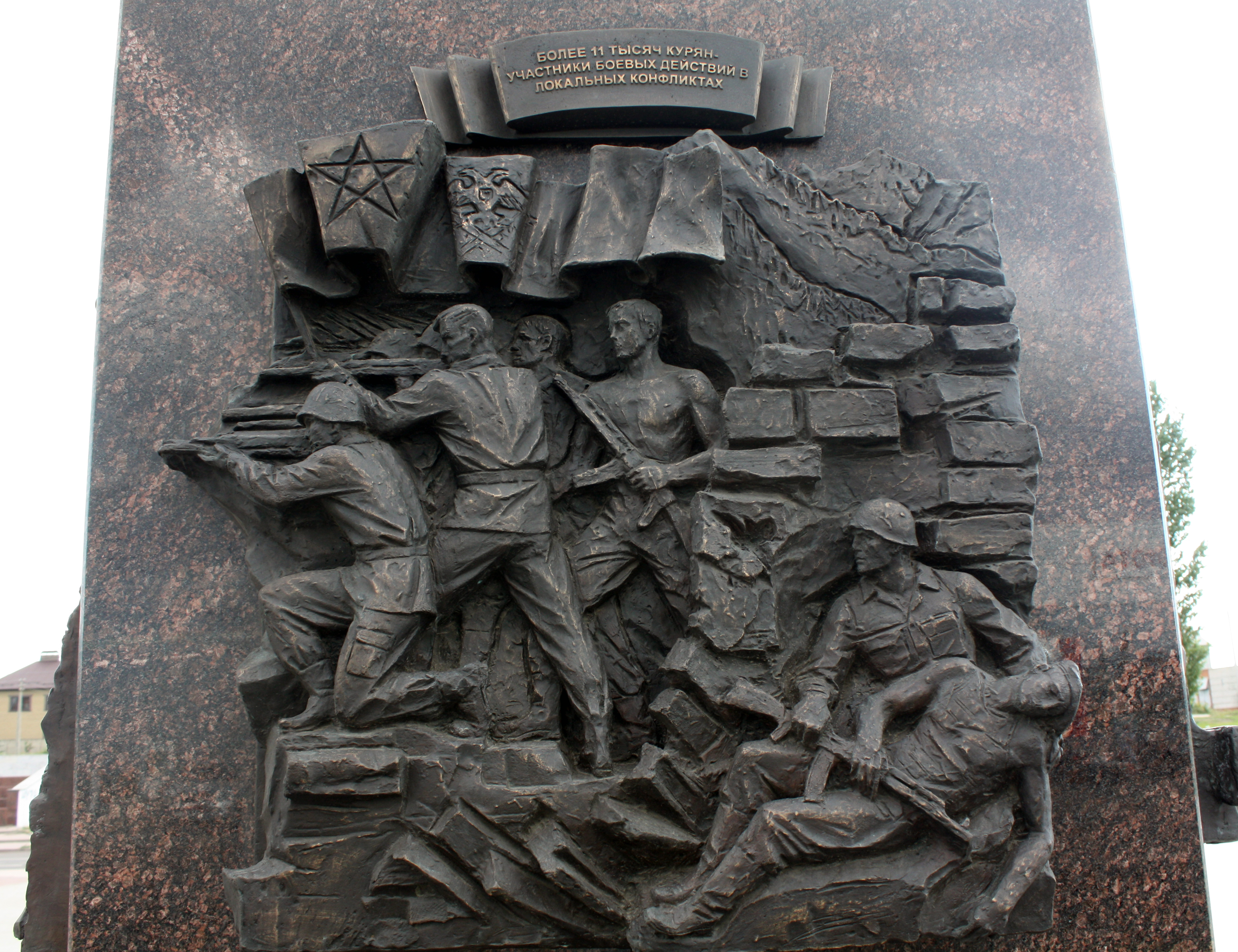
Более 11 тысяч курян — участники боевых действий в локальных конфликтах
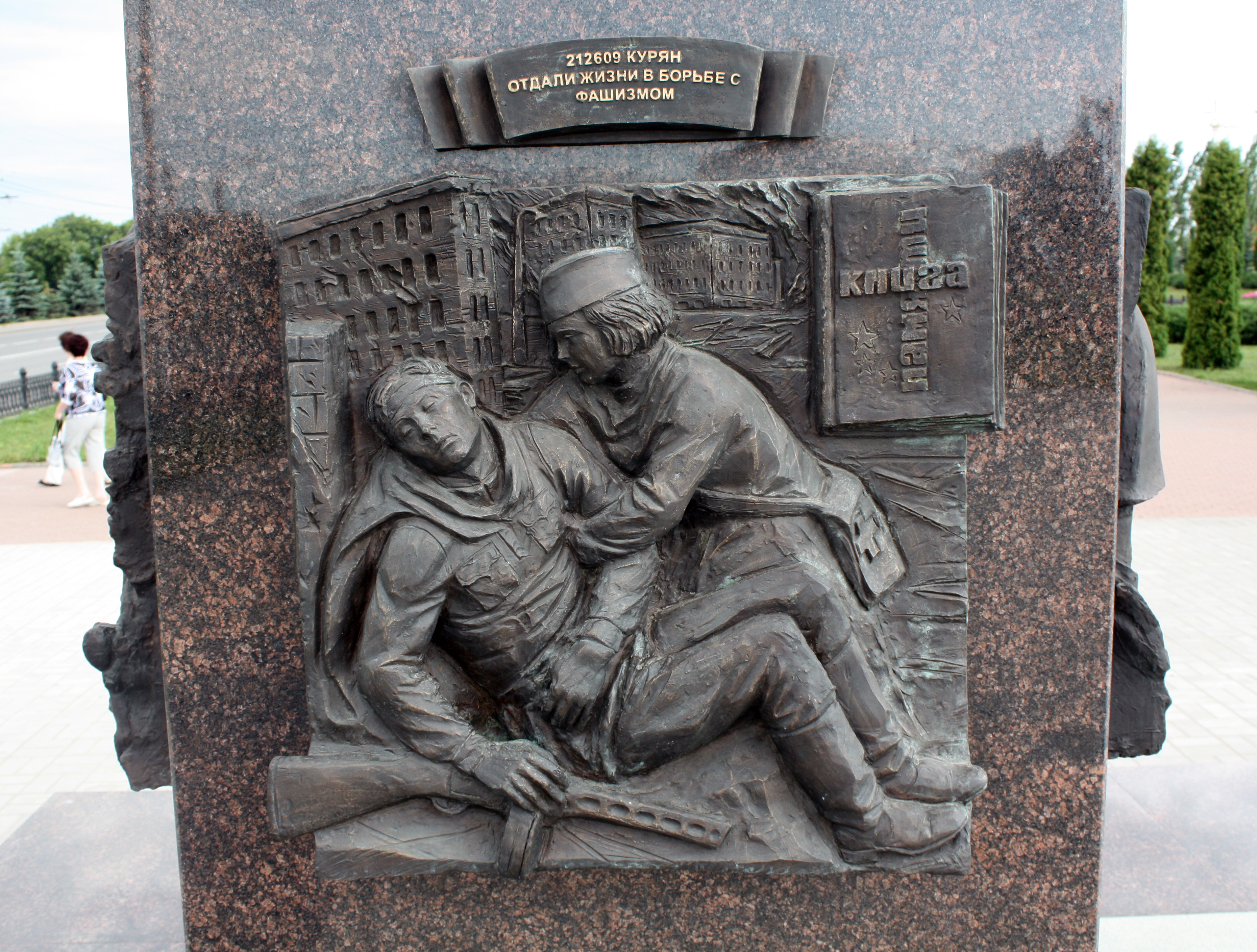
212609 курян отдали жизни в борьбе с фашизмом
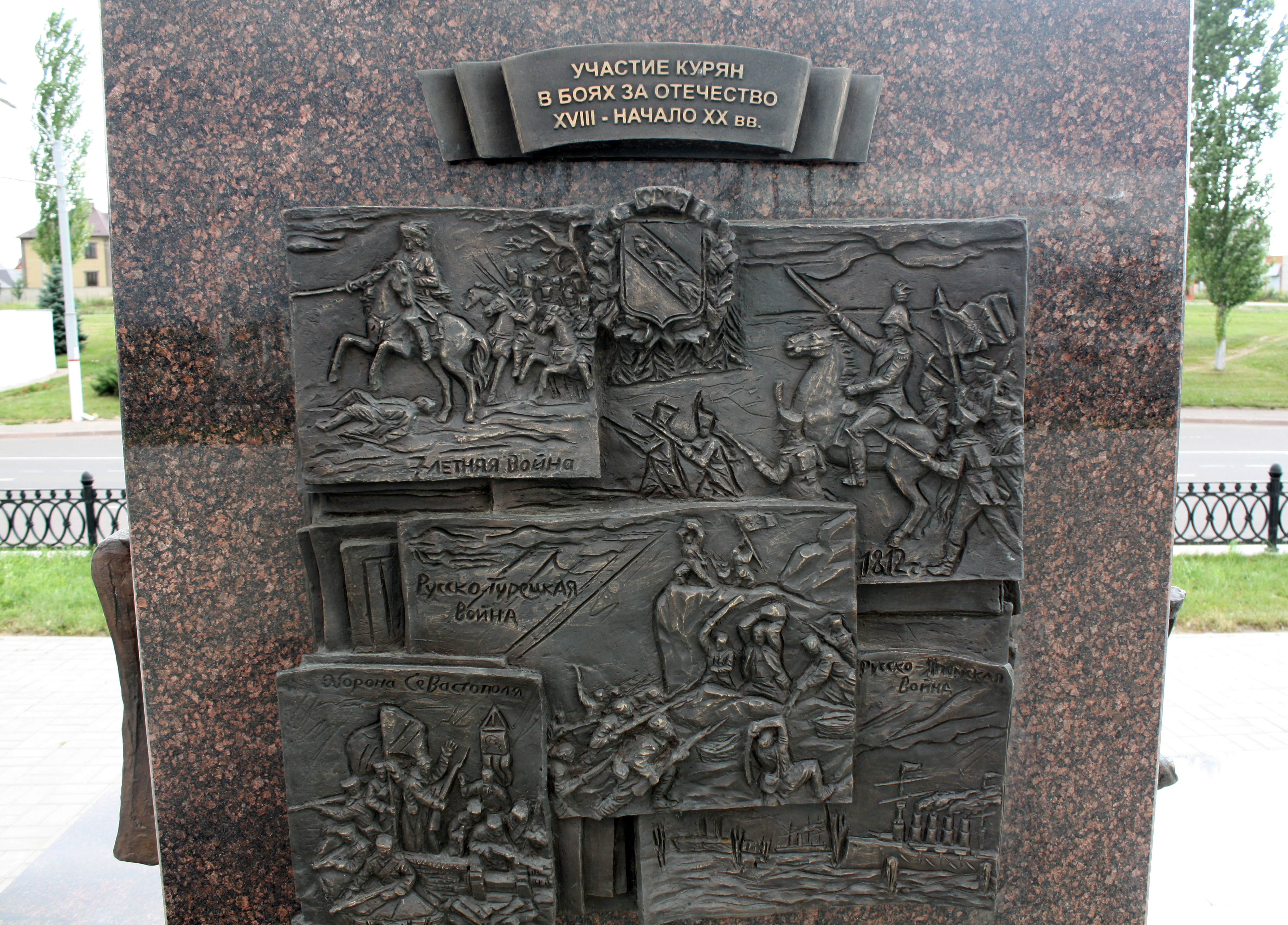
Участие курян в боях за отечество XVIII — начало XX веков
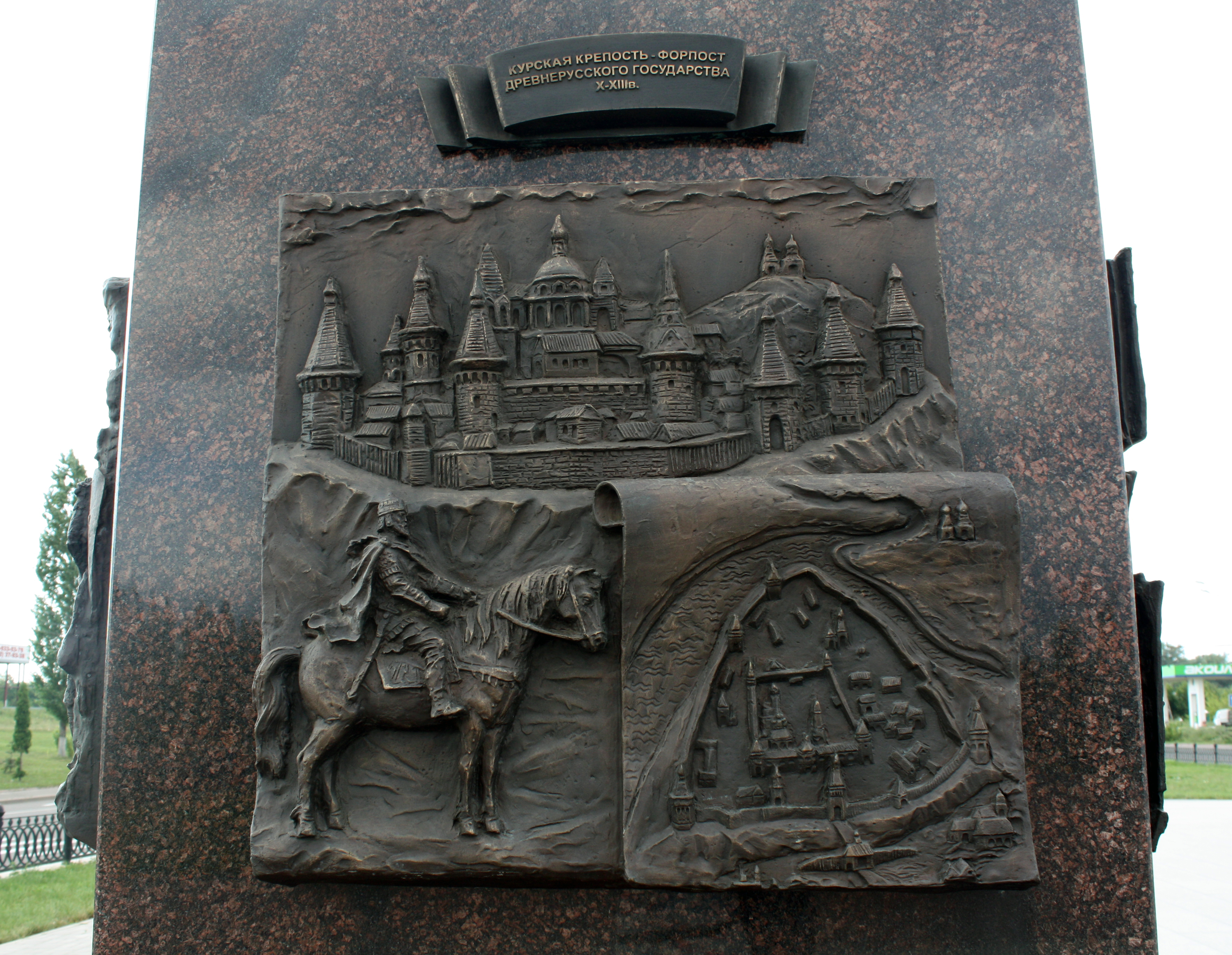
Курская крепость — форпост древнерусского государства X-XIII в.
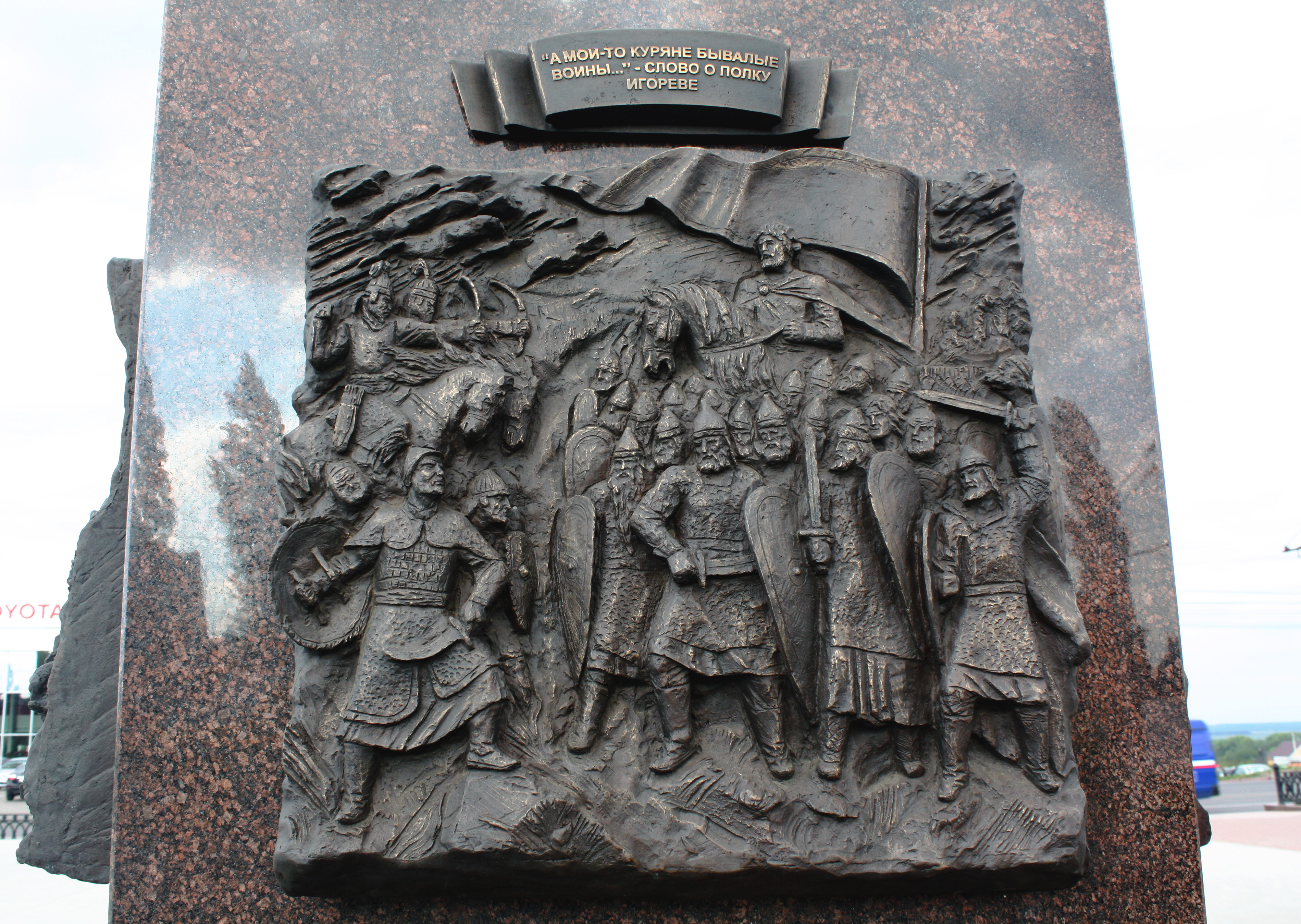
"А мои-то куряне бывалые воины..." — Слово о полку Игореве
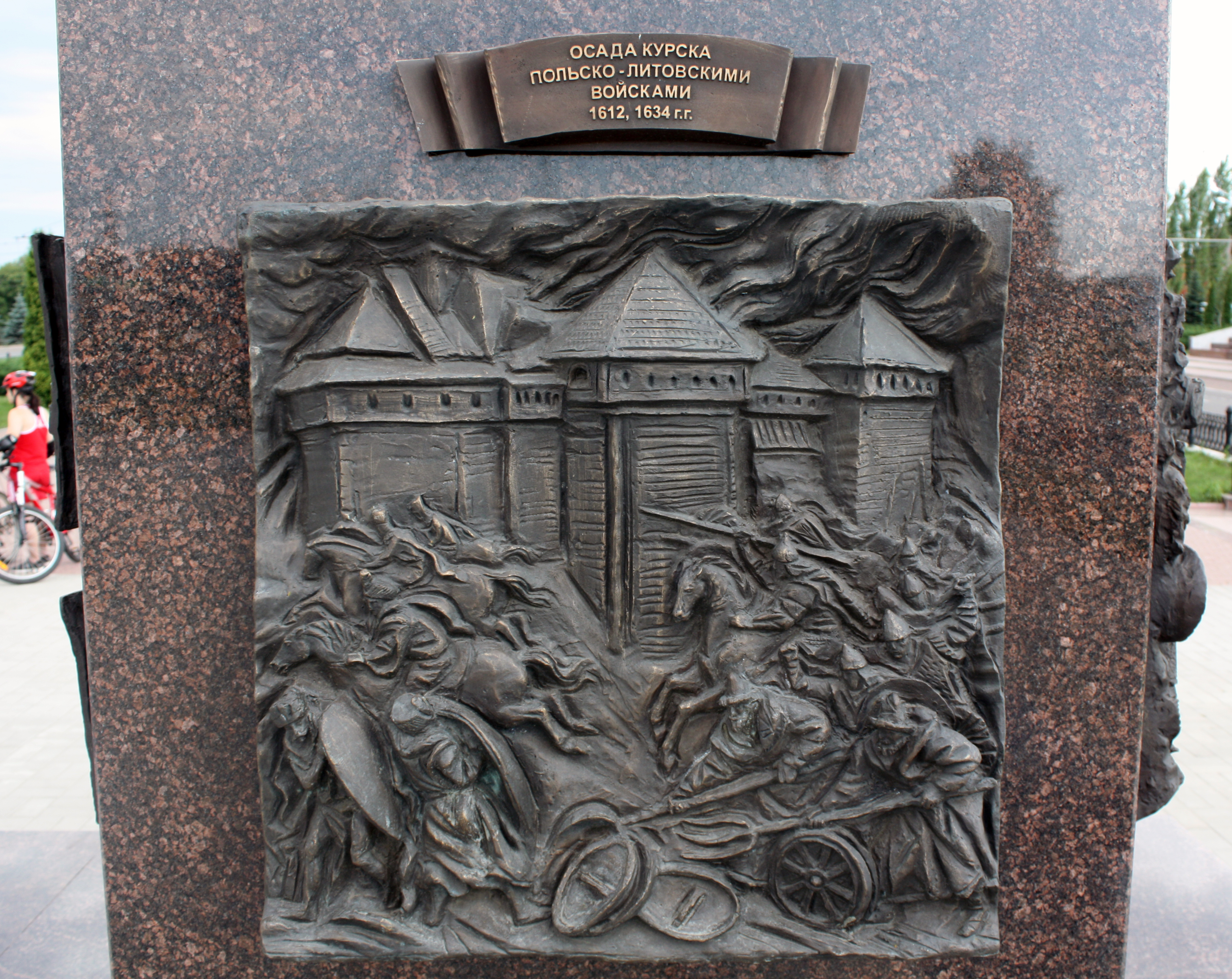
Осада Курска польско-литовскими войсками 1612, 1634 г. г.
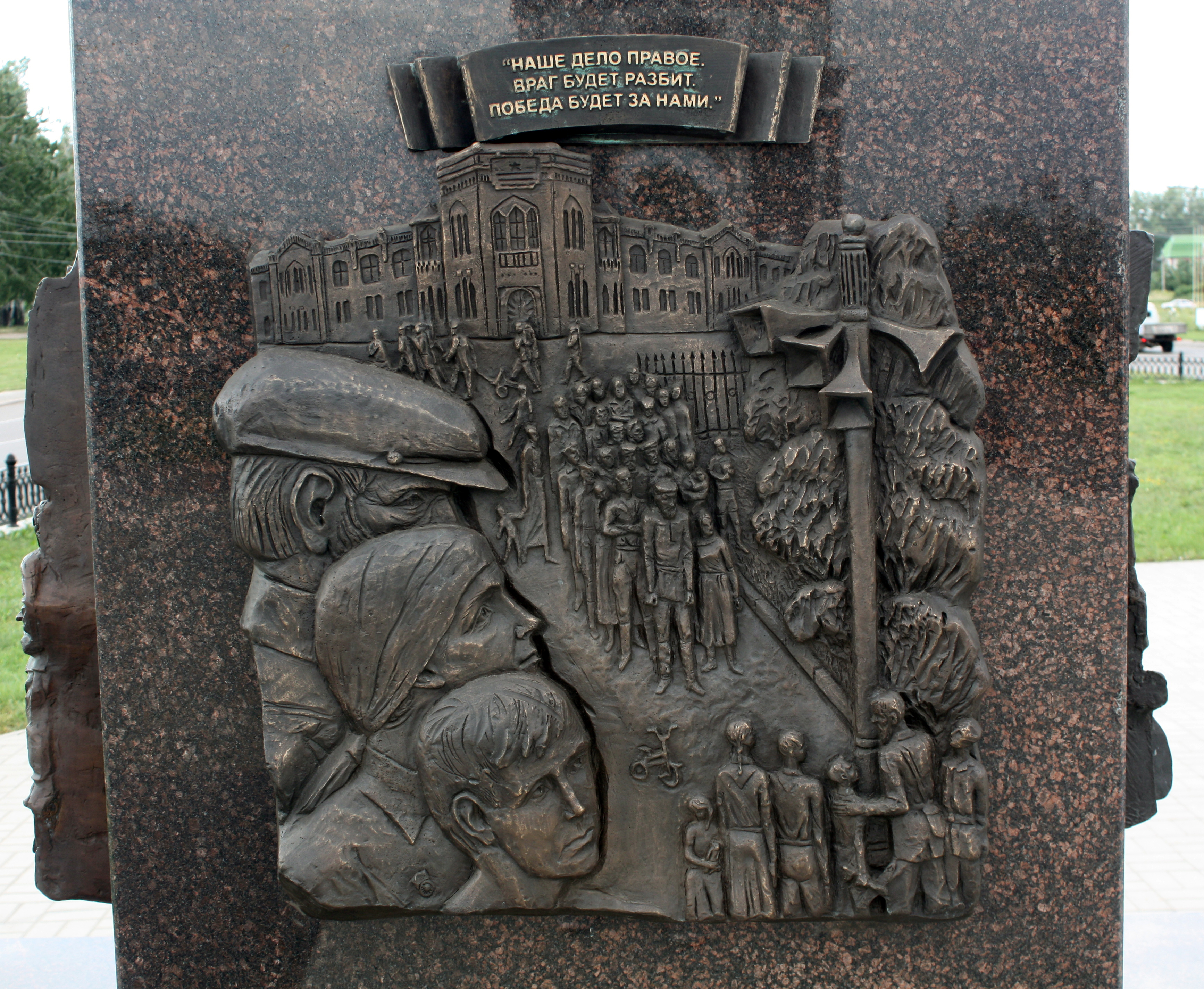
"Наше дело правое. Враг будет разбит. Победа будет за нами."
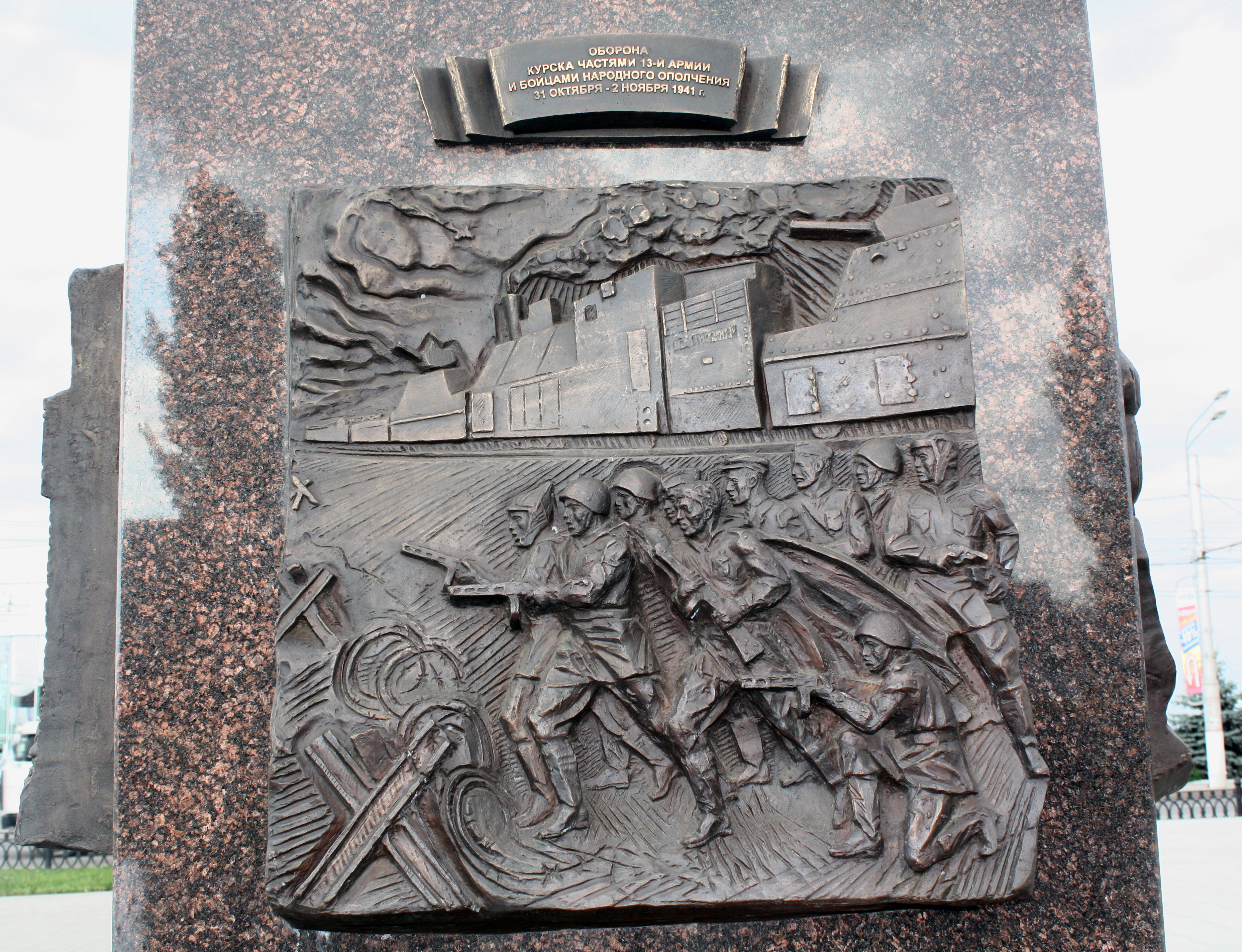
Оборона Курска частями 13-й армии и бойцами народного ополчения 31 октября — 21 ноября 1941 г.
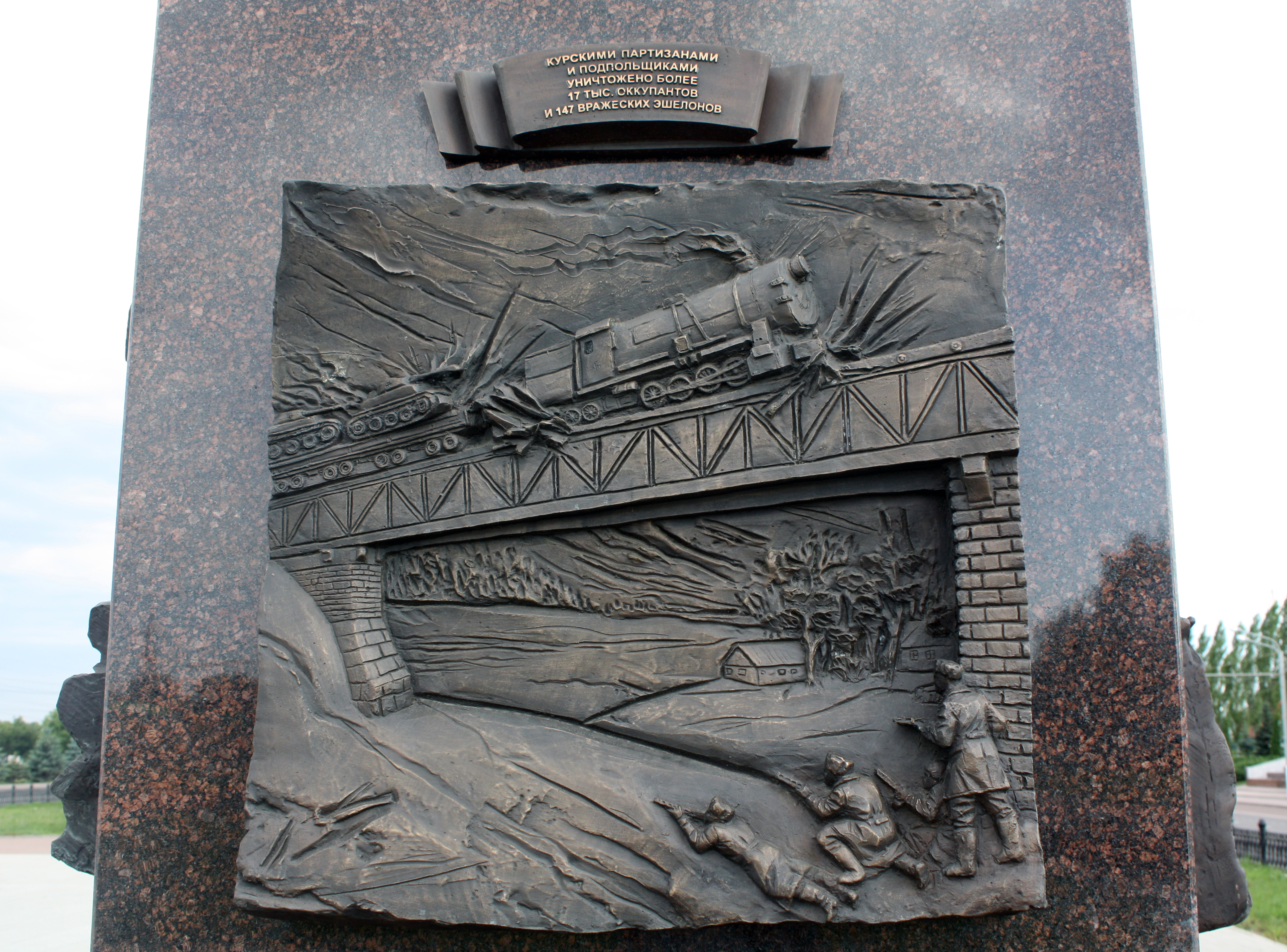
Курскими партизанами и подпольщиками уничтожено более 17 тыс. оккупантов и 147 вражеских эшелонов
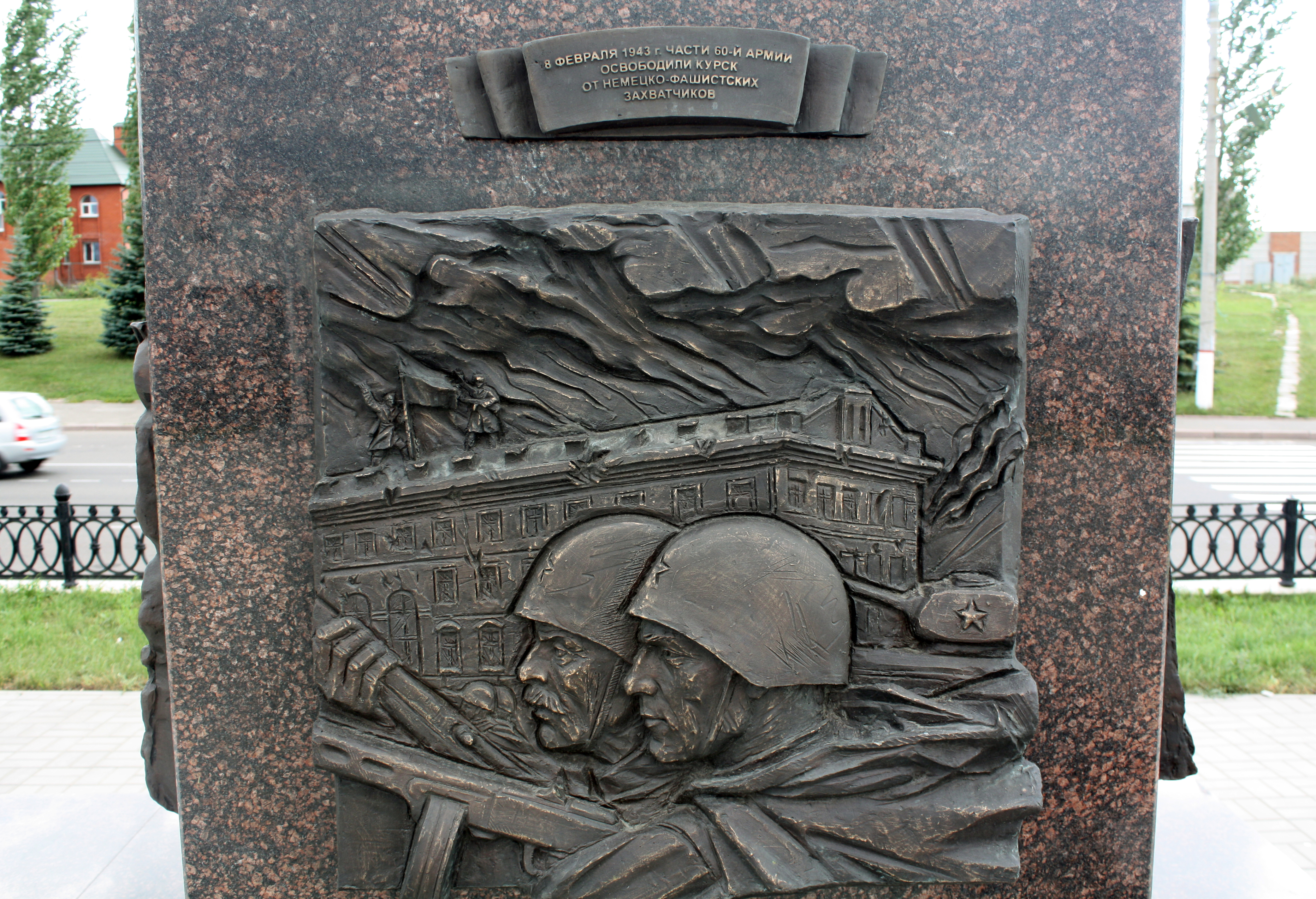
8 февраля 1943 г. части 60-й армии освободили Курск от немецко-фашистских захватчиков
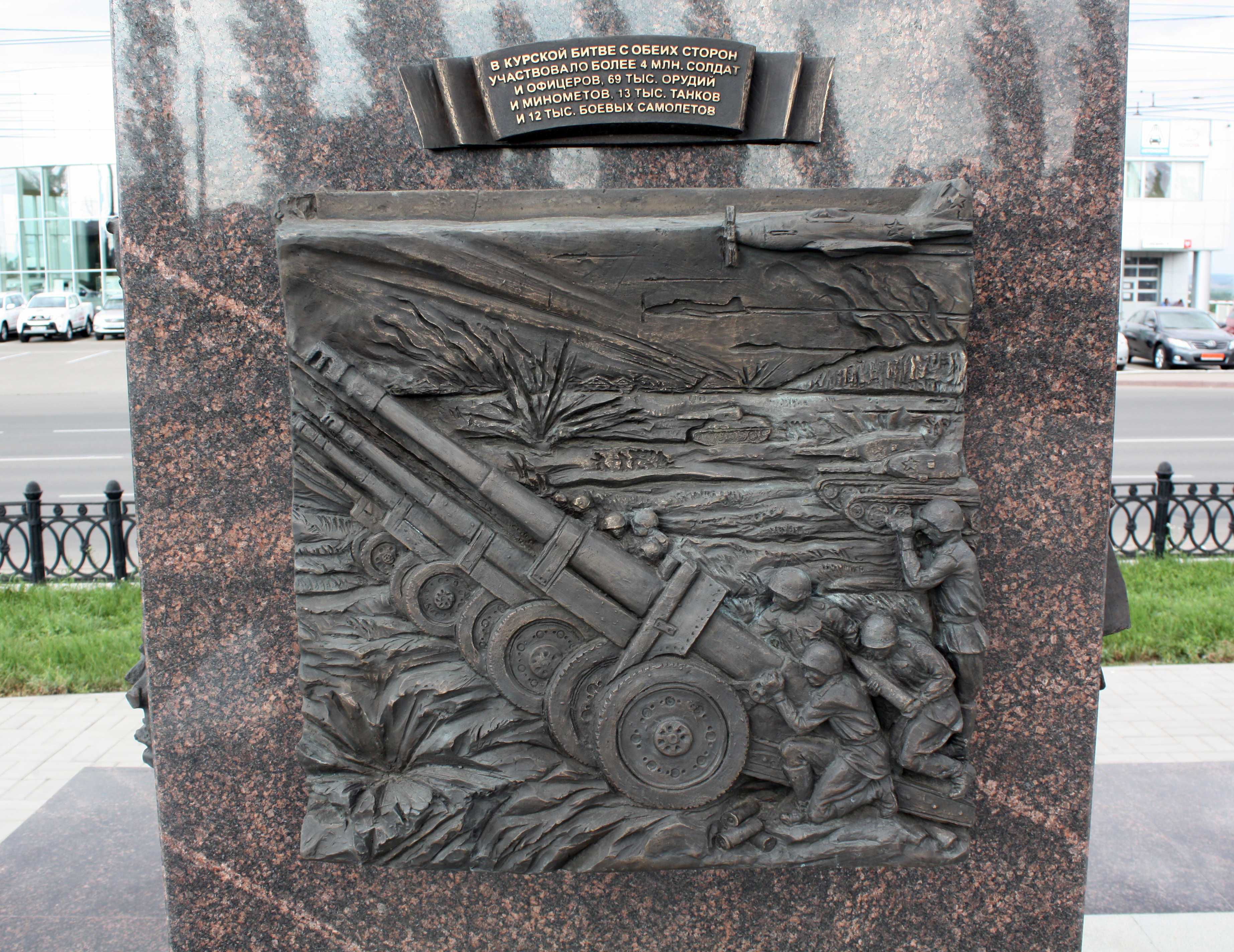
В Курской Битве с обеих сторон участвовало более 4 млн. солдат и офицеров, 69 тыс. орудий и миномётов, 13 тыс. танков и 12 тыс. боевых самолётов
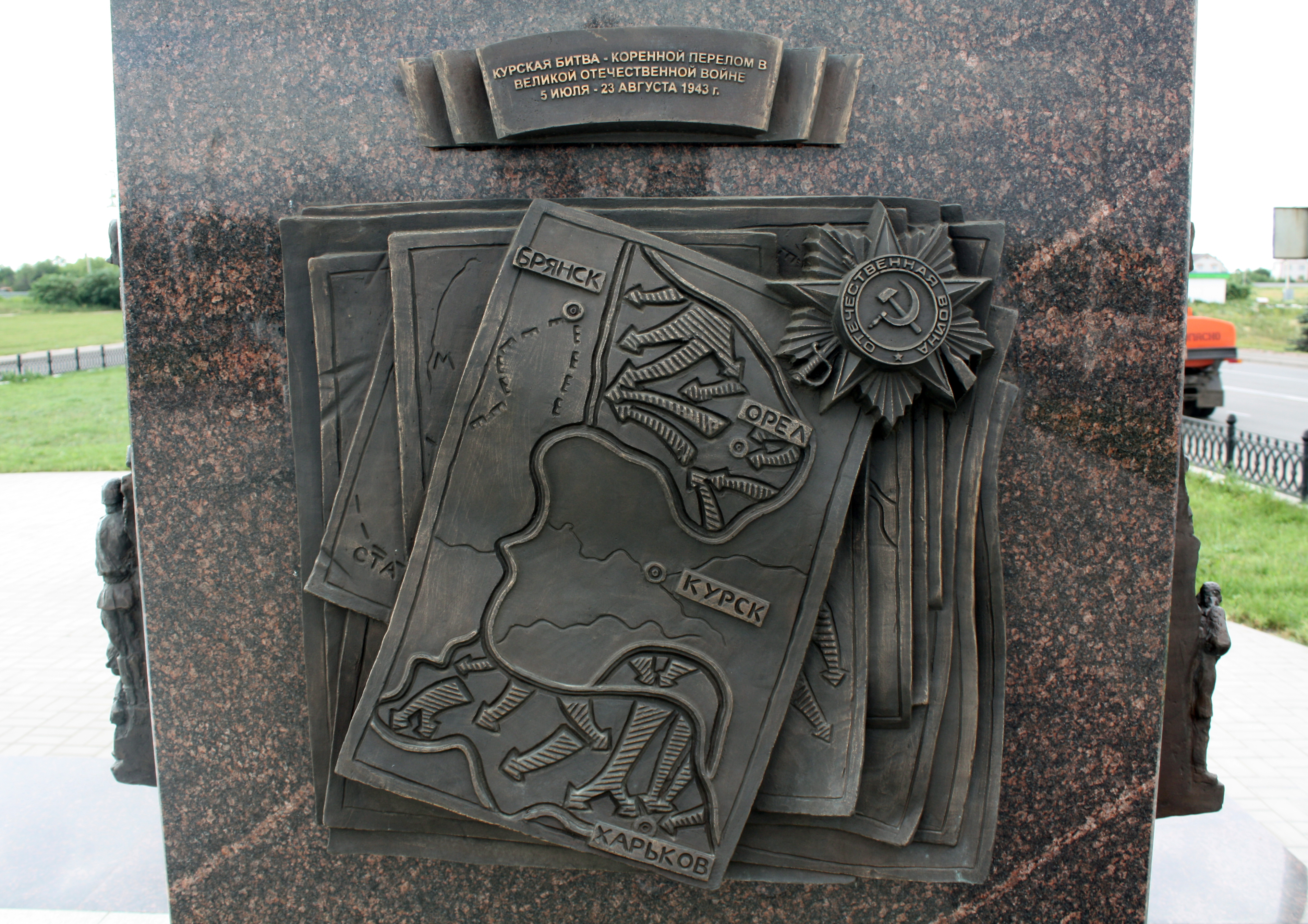
Курская Битва — коренной перелом в Великой Отечественной войне 5 июля-23 августа 1943 г.
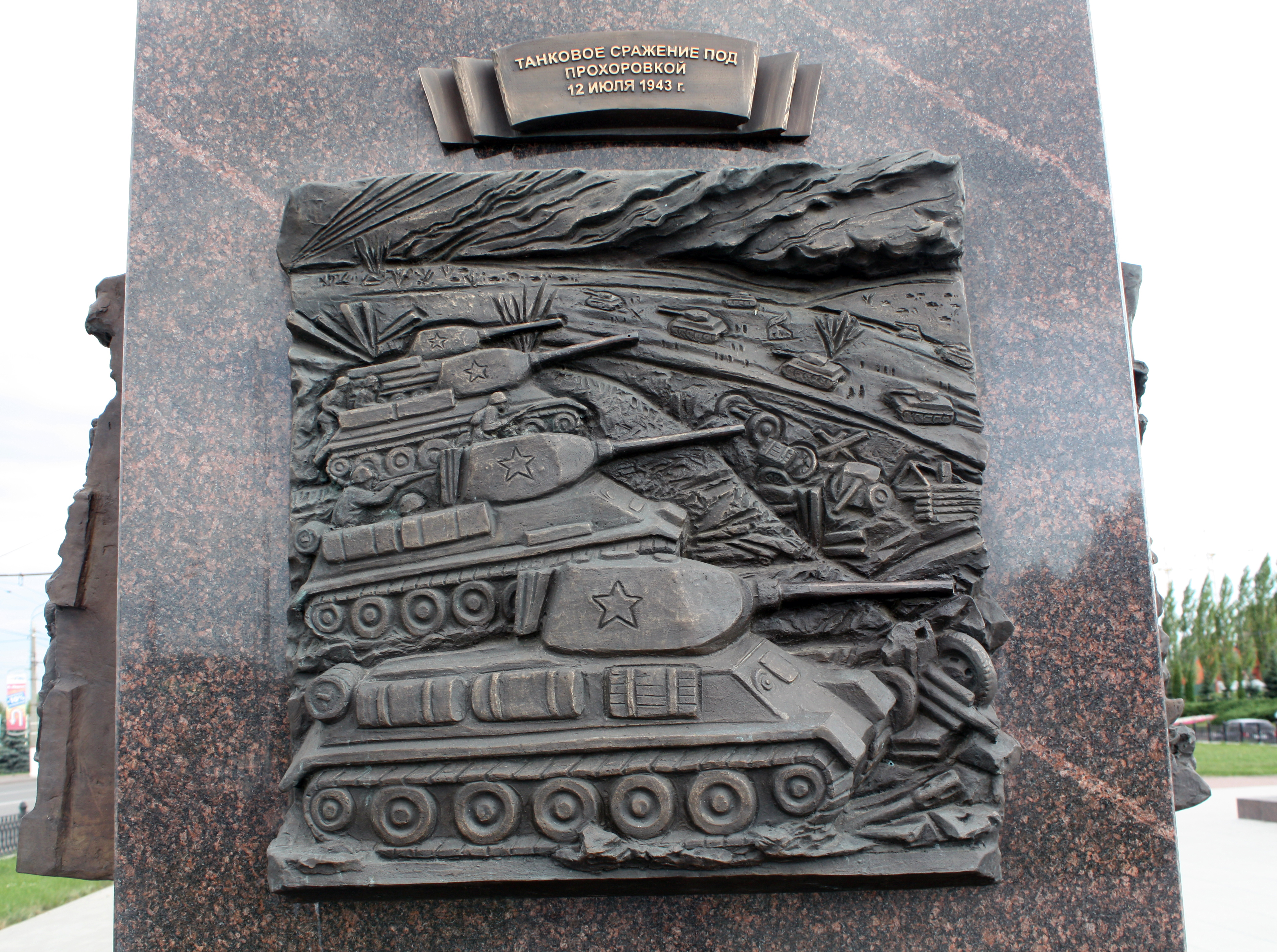
Танковое сражение под Прохоровкой 12 июля 1943 г.
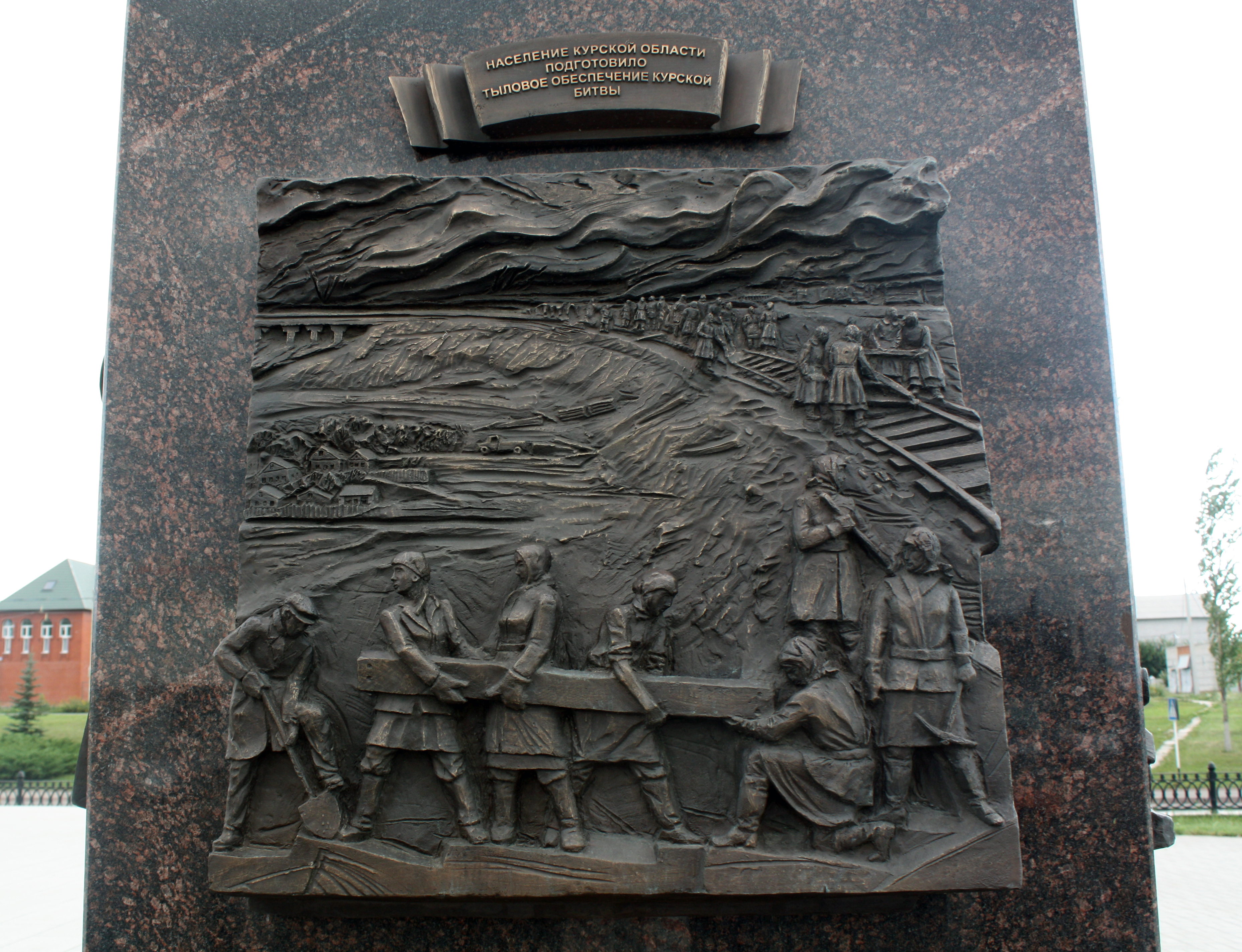
Население Курской области подготовило тыловое обеспечение Курской битвы
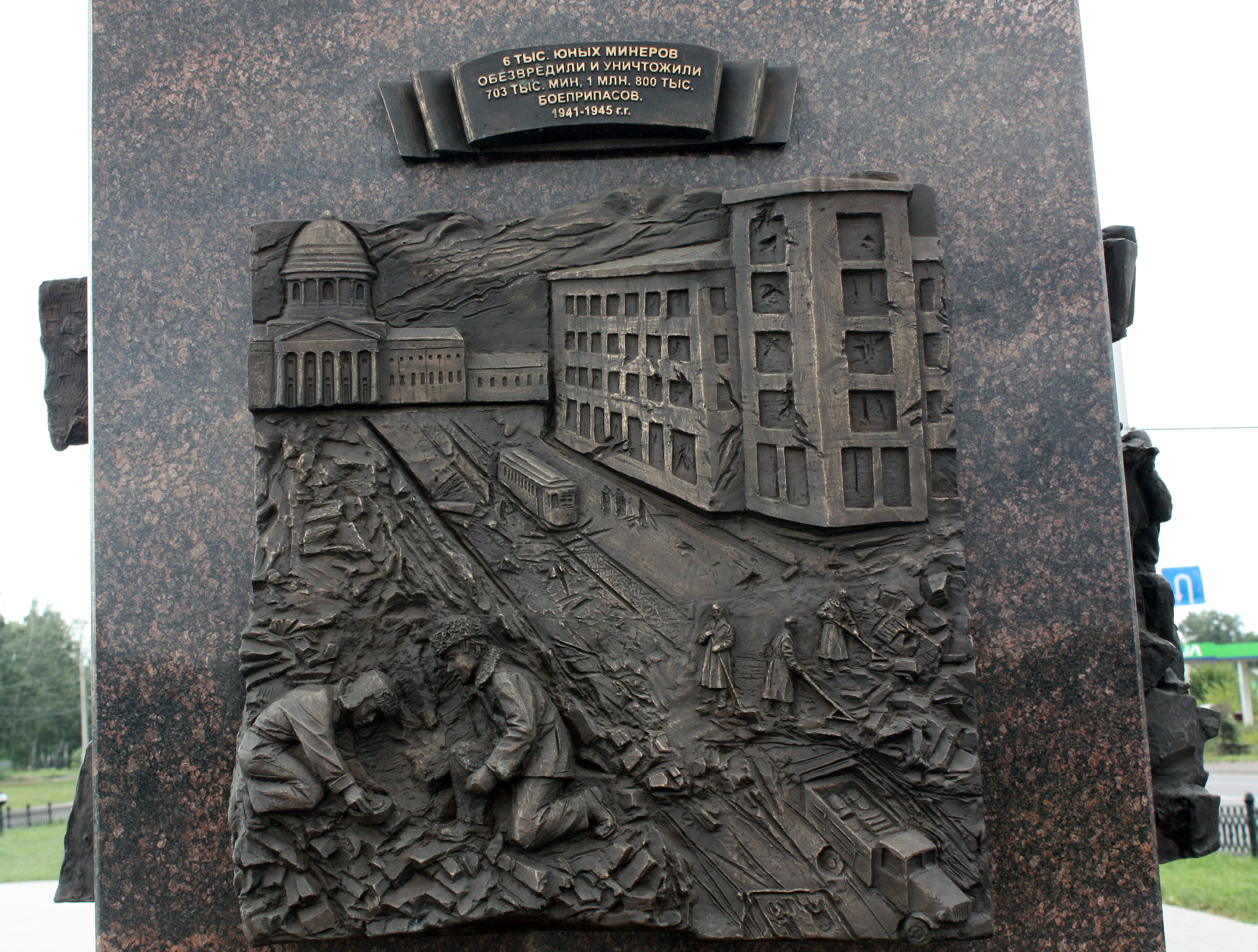
6 тыс. юных минёров обезвредили и уничтожили 703 тыс. мин, 1 млн. 800 тыс. боеприпасов 1941-1945 г. г.
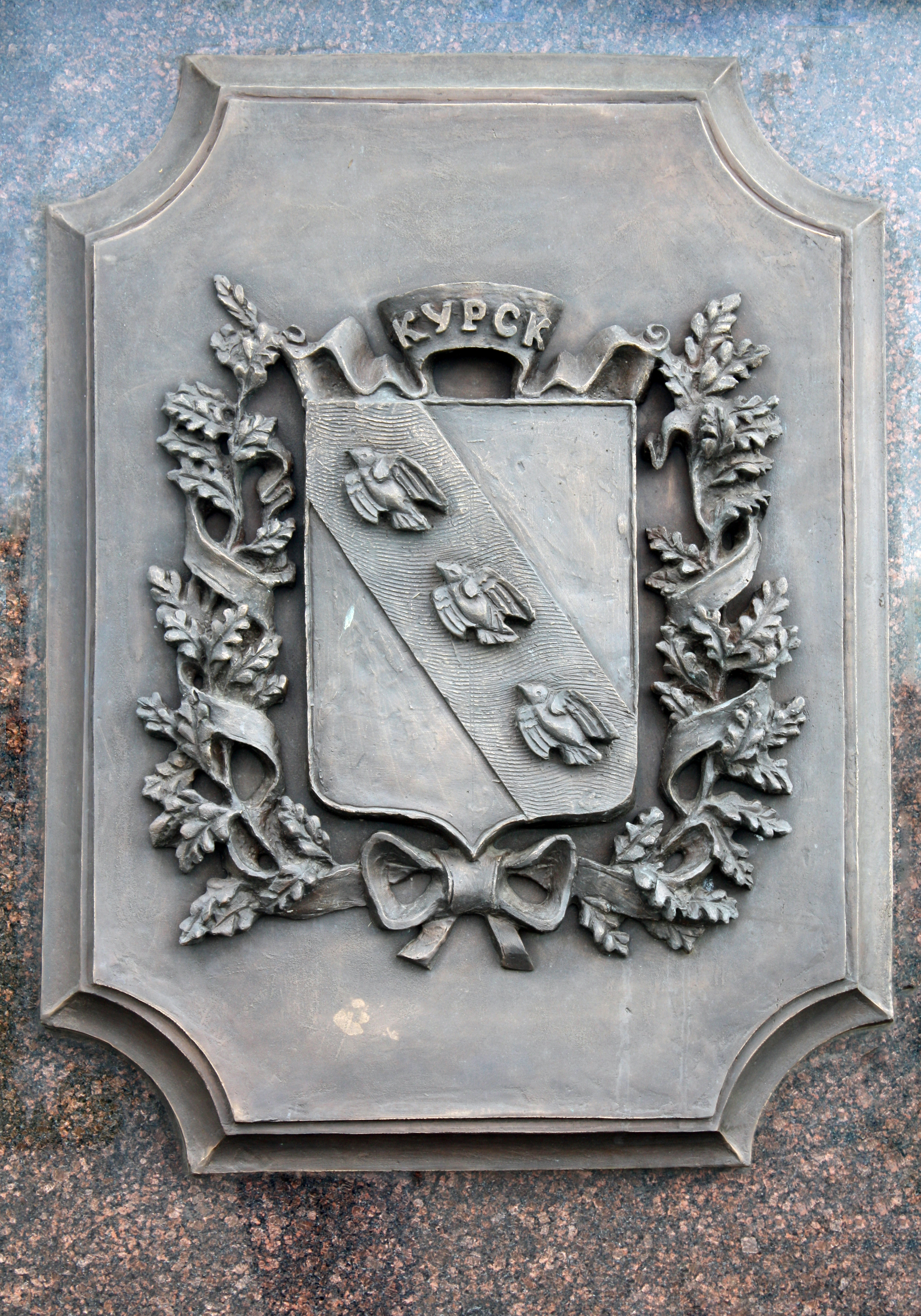
Картуш с гербом города Курска
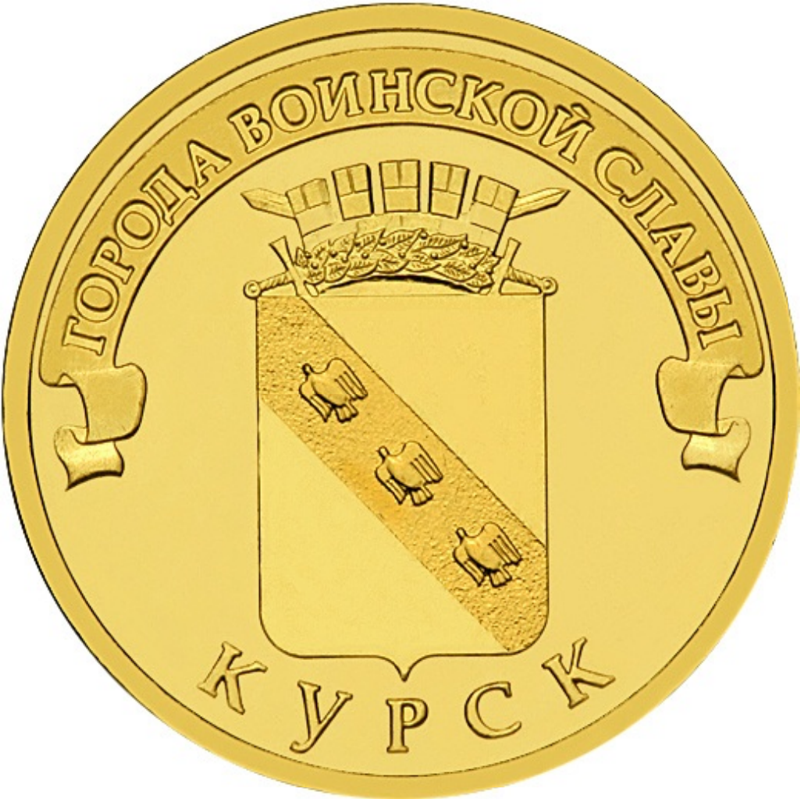
Памятная монета